# The Mask (film, 1918)
Pour plus de détails, voir Fiche technique et Distribution.
The Mask est un film américain réalisé par Thomas N. Heffron, sorti en 1918.

## Fiche technique
- Titre : The Mask
- Réalisation : Thomas N. Heffron
- Scénario : E. Magnus Ingleton
- Photographie : Claude Henry Wales
- Pays d'origine : États-Unis
- Format : Noir et blanc - 1,33:1 - Film muet
- Genre : comédie dramatique
- Durée : 50 minutes
- Date de sortie : 1918

## Distribution
- Claire Anderson : Sally Taylor
- Ray Godfrey : Babe Taylor
- Grace Marvin : Marybelle Judson
- Bliss Chevalier : Mme. Massington
- John Gilbert : Billy Taylor
- Edward Hearn : Sam Joplin
- Harry Holden : Silas Taylor
- Marie Van Tassell : Miss Prim
- Lillian West : Mlle. Beech